# Elena López Riera
Elena López Riera (Orihuela, Alicante, 1982) es una directora y programadora de cine y artista española. Reside en Ginebra y París.

## Trayectoria
Estudió Comunicación Audiovisual en Valencia, España, y se doctoró en Ginebra, Suiza.Fundó en 2009 el colectivo de experimentación audiovisual ‘Lacasinegra’.
Estrenó su cortometraje Pueblo en la Festival Internacional de Cine de Cannes  2015. Sus otros cortos Las vísceras (2016) y Los que desean (2018) se presentaron en el Festival Internacional de Cine de Locarno; y el segundo ganó el Leopardo de Oro al Mejor Cortometraje Suizo, una mención especial en la sección Zabaltegi-Tabakalera del Festival de San Sebastián y estuvo nominado a los European Film Awards 2018.
Participó en la residencia de artista de la Cinéfondation del Festival de Cannes 2022, con el guion de su primer largometraje El agua, con Luna Pamies, una Nieve de Medina y Bárbara Lennie,estrenado en la Quincena de Realizadores de Cannes. Aborda la amenaza de una tormenta y una crecida en un pueblo donde existe la creencia de que el río se lleva a las mujeres, porque tienen “el agua adentro”. Tuvo dos nominaciones a los Premios Goya 2024, Mejor Dirección Novel y Mejor Actriz Revelación para Luna Pamies.
Su corto Las novias del sur, sobre mujeres maduras hablando sobre su sexualidad y amor, se presentó en la Semana de la Crítica del Festival de Cannes, donde se hizo con la Queer Palm; fue nominado a los Premios Goya al mejor corto documental, al Premio César 2025 francés en la categoría de mejor cortometraje documental y a Academia Valenciana del Audiovisual en la categoría Mejor Cortometraje Documental para los Premios Lola Gaos.  Previamente, había participado en la sección Zabaltegi-Tabakalera del Festival de San Sebastián 2024; en el festival Curtas Vila do Conde, Portugal; en el Festival du Film de Fesses, Francia; en Cinespaña (Festival du Film Español de Toulouse) y Curtocircuito (Festival Internacional de Cinema, Santiago de Compostela) donde ganó el Premio a la Mejor Película española y obtuvo el Premio del Público.
Participó en la cuarta edición del Programa Residencias de la Academia de Cine (2024), con Dame veneno, película sobre la historia de la primera asociación feminista de España, 1891 creada por anarquista, Teresa Claramunt, y una aristócrata espiritista, Amàlia Domingo Soler.
Es profesora, entre otros, de la Haute École d'Art et Design (HEAD) de Ginebra y en la Escuela de Cine Elías Querejeta de San Sebastián.Ha enseñado en las Universidades de Ginebra y Valencia.
Como programadora, ha trabajado para el Festival Entrevues de Belfort, Francia, el Festival de Cine Europeo de Sevilla y el Festival Visions du réel, Nyon, Suiza.

## Filmografía
- 2015: Pueblo
- 2016: Las vísceras
- 2018: Los que desean
- 2022: El agua
- 2024: Las novias del sur

## Premios y reconocimientos
- Pardo de Oro a Mejor Cortometraje en Locarno 2018, a Los que desean.[16]
- Mención especial en la sección Zabaltegi-Tabakalera del Festival de San Sebastián, a Los que desean.
- Nominación Premios de Cine Europeo mejor cortometraje 2018, Los que desean.[17]
- Nominación Premio Goya Dirección Novel 2024, por El agua. También, mejor actriz revelación, Luna Pamies.[7]
- Premio Queer Pal de la Semana de la Crítica del Festival de Cannes 2024, Las novias del sur.
- Premio a la Mejor Película española y Premio del Público en Curtocircuito, a Las novias del sur, en el Festival Internacional de Cinema, de Santiago de Compostela.[12]
- Nominación al Premios Goya 2025 al mejor corto documental, Las novias del sur.[9]
- Nominación al Premio César 2025 mejor cortometraje documental, Las novias del sur.[10]
- Nominación al Premio Lola Gaos Mejor Cortometraje Documental, de la Academia Valenciana del Audiovisual, Las novias del sur.[11]